# Victor Gould

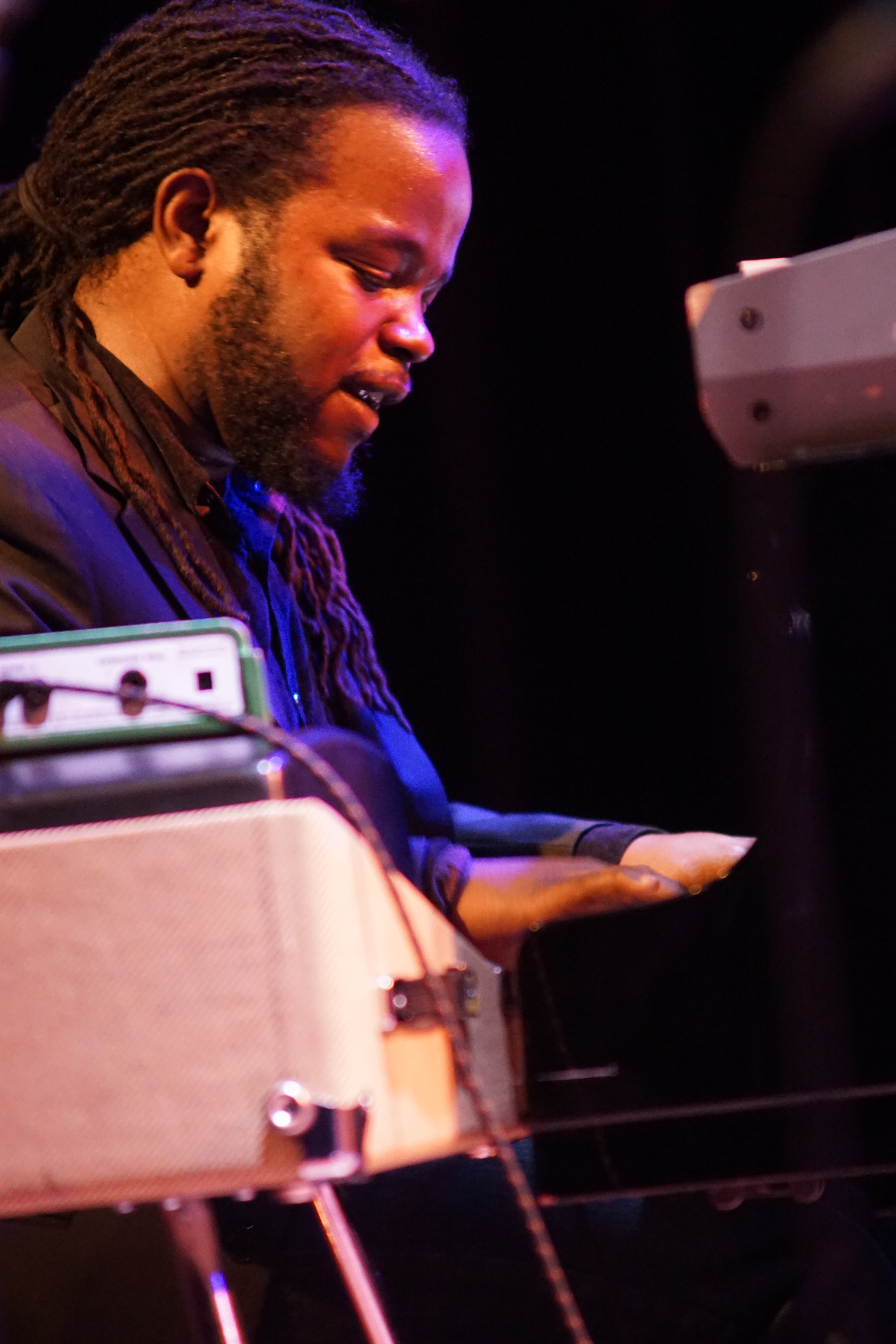
Victor Gould bei einem Auftritt im Wallace Roney Quintett 2015

Victor Gould (* um 1980 in Los Angeles) ist ein US-amerikanischer Jazzmusiker (Piano, Komposition) des Modern Jazz.

## Leben und Wirken
Victor Gould, der aus Los Angeles stammt, begann mit vier Jahren Piano zu spielen. Er besuchte The Colburn School in Downtown Los Angeles und hatte ab zwölf Jahren Privatunterricht bei Tamir Hendelman. Nach der Highschool besuchte er die High School for the Arts und studierte später mit einem Stipendium (Herbie Hancock Presidential Scholarship) am Berklee College of Music. Nach seinem Abschluss setzte er sein Studium am Thelonious Monk Institute of Jazz fort, wo er den Masterabschluss erwarb.
In der New Yorker Jazzszene arbeitete Gould seitdem mit dem Quartett von Donald Harrison, mit dem er in den USA und Europa tourte und mehrere Alben einspielte. Zudem gehörte er zur Band von Wallace Roney, mit dem zwei Alben entstanden. Außerdem trat er mit Musikern wie Esperanza Spalding, Terence Blanchard, Branford Marsalis, Nicholas Payton und Ralph Peterson auf. Unter eigenem Namen legte er die Alben Clockwork (2016) und Earthlings vor, letzteres mit Dezron Douglas, Eric McPherson und Tim Warfield.
Im Bereich des Jazz war er zwischen 2008 und 2020 an 17 Aufnahmesessions beteiligt, u. a. auch mit Holger Scheidt, John Petrucelli, Jazzmeia Horn, Nick Finzer, Bobby Watson und Jeremy Pelt (Griot: This Is Important!). Um 2020 gehörte er dem Black Art Jazz Collective (Ascension, 2020), dem Rodney Green Quartet an und arbeitet mit einem eigenen Quartett.

## Auszeichnungen
2006 war Gould Semifinalist beim Thelonious Monk International Piano Competition; 2009 wurde er mit dem Young Jazz Composer Award der ASCAP Foundation ausgezeichnet. 2016 wurde sein Album Clockwork (gemeinsam mit Ron Stabinskys Free for One und Earprint) beim NPR Jazz Critics Poll zum besten Debütalbum gewählt.

## Diskographische Hinweise
- Clockwork (Fresh Sound New Talent), mit Jeremy Pelt, Anne Drummond, Godwin Louis, Myron Walden, Ben Williams, E. J. Strickland, Pedrito Martinez
- Luques Curtis / Victor Gould / Stafford Hunter: Continuum
- In Our Time (2021)[5]